# Knut Nystedt
Knut Nystedt (3. september 1915 i Oslo - 8. december 2014) var en norsk komponist og organist, mest kendt for sin kormusik. Han studerede komposition i Norge med Bjarne Brustad og i USA hos Aaron Copland. Han studerede orgel med Arild Sandevold og Ernest White, samt direktion med Øivin Fjelstad. Nystedt var organist i Torshov kirke i Oslo fra 1942—82 og underviste i korledelse ved Universitet i Oslo fra 1964—1985. Han var dirigent for Det Norske Solistkor i perioden 1950—90. Ligeledes stiftede han, og dirigerede, Schola Cantorum i perioden 1964—85. Koret, dirigeret af Kåre Hanken, udgav i 1999 en cd med Nystedts værker. Han var lærer for Carl Høgset, som senere etablerede Grex Vocalis og fremførte Nystedts musik. Koret Ensemble 96 har udgivet "Immortal Nystedt" (2005) med værker af Nystedt. Albummet blev nomineret i to kategorier ved Grammy Awards 2007. Det er det første norske album der er blevet nomineret i to kategorier, og det første album med musik af en norsk komponist, som er blevet nomineret til en Grammy.
Nystedt har modtaget St. Olavs Orden af 1. klasse (1966) og kommandør (2005). Han har ydermere modtaget en række priser og udmærkelser og var bl.a. æresmedlem af Fonoko (Foreningen af norske kordirigenter). I 2005 blev han hædret med en række jubilæumskoncerter i anledning af sin 90-års fødselsdag. Han udgav samme år bogen Dette er mit liv på Norsk Musikkforlag. De fleste af hans værker er udgivet på Norsk Musikkforlag og en række af dem er blevet indspillet i Norge og andre lande.

## Priser og Udmærkelser
- St. Olavs Orden, 1. klasse 1966
- Spellemannprisen 1978 i kategorien klassisk musik/samtidsmusik for albummet Contemporary Music From Norway
- Norsk kulturråds musikkpris i 1980
- Årets værk for «De Profundis» af Norsk Komponistforening i 1984
- Professor Honorario ved Mendoza University Argentina i 1991
- Lindemanprisen i 1993
- Juryens ærespris under Edvard-prisen 1998
- Årets Korpris fra Norges Korforbund i 2002
- Kommandør af St. Olavs Orden i 2005
- Oslo bys Kunstnerpris 2005

## Indspilninger
- Minsk Chamber Orchestra: Knut Nystedt